# Paula Otero Fernández
Paula Otero Fernández (Barcelona, 30 de marzo de 2004) es una deportista española que compite en natación, en la modalidad de aguas abiertas. Ganó una medalla de plata en el Campeonato Europeo de Natación en Aguas Abiertas de 2025, en la prueba de 3 km eliminación.
Estudia Fisioterapia en la Universidad Católica San Antonio de Murcia.

## Palmarés internacional
| Campeonato Europeo | Campeonato Europeo   | Campeonato Europeo | Campeonato Europeo |
| Año                | Lugar                | Medalla            | Prueba             |
| ------------------ | -------------------- | ------------------ | ------------------ |
| 2025               | Stari Grad (Croacia) | Medalla de plata   | 3 km eliminación   |